# Сокровища Сьерра-Мадре (фильм)
«Сокровища Сьерра-Мадре» (англ. The Treasure of the Sierra Madre; 1948) — чёрно-белый художественный фильм американского режиссёра Джона Хьюстона, главные роли в котором исполнили его отец Уолтер, а также Хамфри Богарт. Экранизация одноимённого романа Б. Травена. За работу над фильмом отец и сын Хьюстоны были удостоены премии «Оскар».
В 1990 году внесён в Национальный реестр наиболее значимых фильмов в истории США.

## Сюжет
На дворе 14 февраля 1925 года. Два бедняка-американца Доббс (Хамфри Богарт) и Кёртин (Тим Холт) проживают в мексиканском городке Тампико. У них нет денег на дорогу, чтобы доехать до США. Они спят на скамейках в парке, а, если есть гроши, то спят в очень дешёвой мексиканской ночлежке. Доббс пытается попрошайничать и выпрашивает деньги у богатых, прилично одетых американцев. Три раза это ему удаётся. Вид у них, как у бродяг.  Они берутся за тяжёлую работу: за прикрепление флагов в жару на вышки пристаней, между которыми курсируют плоты. За эту работу мошенник-наниматель не хочет им платить, сбегает от них, и деньги приходится выбивать из него в прямом смысле слова.
В ночлежке они знакомятся с опытным золотоискателем стариком Говардом (Уолтер Хьюстон). Он предлагает им уйти в горы Сьерра-Мадре в поиске сокровищ, парни соглашаются. Все трое в складчину покупают снаряжение, оружие и продовольствие и отправляются на поиски золота. Денег на снаражение и дорогу у них не хватает.  В сумме необходимо 600 долларов, а у них всего есть 150+150+200=500 долларов. К счастью, Доббс случайно выигрывает в лотерею, купив до этого возможность участия в розыгрыше приза за 1/20 стоимости билета.
Втроем они отправляются на поиски золота. Они покупают себе оружие (пистолеты-кольты) для самозащиты. Часть пути они едут на поезде. На поезд совершают нападение мексиканские бандиты на лошадях, остановив его, положив на рельсы большой валун. Мексиканские военные и троица золотоискателей отстреливаются от бандитов. В конце-концов поезд начинает движение и бандиты отстают от него. Остаются в живых главарь бандитов в жёлтой шляпе типа сомбреро и несколько человек на конях из его банды.
Скоро они втроем добираются на место, перспективное по мнению старика для поиска золота. В местном захолустном мексиканском городке они покупают мулов, клейменных буквой "А", необходимое снаряжение и еду. Они отправляются на поиски золота пешком вместе с мулами, груженными снаряжением и едой. Старик Говард предупреждает Доббса и Кёртина, что золото меняет людей, делая их алчными и жестокими, но Доббс и Кёртин ему не верят.
Спустя некоторое время, друзья находят золото. Намыв немного золотого песка, друзья решают сразу делить его на троих. Каждый прячет свою долю в только ему известном тайнике. Так происходит несколько раз в течение десяти месяцев работы. Они много раз проверяют свои тайники с золотом и перепрятывают золото втайне друг от друга.
Вскоре предсказания Говарда начинают сбываться: Доббс подозревает Кёртина и Говарда в том, что они хотят отобрать его долю. Напряжение усиливается, когда в разбитый золотоискателями лагерь приходит ещё один американец (Коди), ищущий золото, который прибывает в их золотодобывающий лагерь на собственных мулах. Он остается переночевать в их лагере.
После совещания на другой день троица решает убить американца-Коди, поскольку он может найти их место золотодобычи и выдать это место властям. Они уже чуть не пристрелили Коди, ведя его повыше в горы, но он просит их немного подождать, подзывает поближе к себе. Открывается вид с горы вниз, на котором видно, что внизу по дороге к ним вверх взбирается группа приблизительно из дюжины конных вооружённых бандитов (те же самые, что пытались ограбить поезд) и примерно через час она будет в месте расположения их лагеря.
Ввиду новых обстоятельств, три золотодобытчика решают оставить Коди в живых и принять его в свою компанию по следующим причинам: во-первых, стрелять в него нельзя (шум могут услышать бандиты), во-вторых, надо принять бой с бандитами (иного пути нет), а в бою каждый стрелок не лишний. Недалеко от лагеря трое золотодобытчиков плюс Коди остаются ждать бандитов.
В результате боя Коди оказывается убит пулей в шею. Несколько бандитов также убиты. Бандиты решают сделать из бревен деревьев щит, чтобы, прячась за этим щитом, подобраться поближе к троице и перебить их. Слышен шум рубки деревьев. Обороняющиеся сожалеют, что у них нет в запасе гранат. Спустя некоторое время шум рубки прекратился. Троица смотрит из-за укрытия и видит, что бандиты куда-то ушли. Через некоторое время слышится стрельба снизу. Взобравшись повыше, троица обнаруживает, что бандиты уже внизу убегают  на конях, а их преследуют на конях мексиканские военные.
После этого, разбирая вещи убитого Коди, троица находит письмо к нему, написанное его возлюбленной. Оказывается, что у него есть малышка-дочь, и он отправился на поиски золота в недежде разбогатеть и прокормить семью. После этого двое из троицы, а именно: Кёртин и старик Говард,- но не Доббс, решают четвёртую часть денег от своей доли золотого песка передать семье убитого Коди. По их мнению, если бы не помощь Коди, возможно, им всем не выйти живыми из этого боя.
После этого боя три золотодобытчика решают спешно прекратить золотодобычу, добраться до ближайшего города, продать мулов и золотой песок и разделиться. Они спешно удаляют следы своей золотодобычи и трогаются в путь. Однако путь им преграждают мексиканские индейцы. Приходится их выслушать, ибо они угрожают им оружием. Оказывается, что в одном из местных индейских поселений маленький мальчик упал в воду реки. Его быстро достали, но он не приходит в себя.
Старик Говард, немного знающий испанский, решает пойти с индейцами и помочь мальчику. Ему удается привести в себя мальчика, используя свои знания бой-скаута. Он присоединяется к троице золотодобытчиков в их лагере в горах.
Три золотодобытчика снова решают спешно добраться до ближайшего города, продать мулов и золотой песок и разделиться. Однако путь им снова преграждают мексиканские индейцы. Приходится их выслушать, ибо они угрожают им оружием. Оказывается, что в благодарность за спасённую жизнь мальчика местные индейцы просят их погостить у них некоторое время. Двое из троицы никак не соглашаются. Однако старик Говард решает поехать в гости к индейцам в качестве званного гостя (он заварил эту кашу - он и будет её расхлебывать). Свою долю мулов и золотого песка старик Говард поручает охранять Доббсу и Кёртину. С деньгами, вырученными от продажи его доли мулов и золота, они должны будут ждать его в известном мексиканском городке Дуранго.
Итак, компания из троицы разделилась: старик Говард пошёл к индейцам гостить у них несколько дней, а двое (Доббс и Кёртин) пошли в мексиканский городок, чтобы продать свои доли мулов и золотого песка. В пути Доббс окончательно теряет самообладание и в припадке сумасшествия пытается прикончить Кёртина, ранив последнего. Кёртин, раненный, с трудом (ползком) добирается до индейского селения, где живёт старик Говард, и сообщает о нападении на него Доббса.
Спустя некоторое время, Говард и Кёртин вместе с индейцами на конях бросаются в погоню за Доббсом.
Тем временем Доббс добирается до развалин храма недалеко от одного мексиканского городка. Мучимый жаждой, он начинает жадно пить воду из  протекающего рядом ручья. Рядом с ним пьют воду и муллы, гружённые их припасами.
Неожиданно он оказывается окружённым остатками тех бандитов, включая их главаря в жёлтом сомбреро, которым удалось уйти от последней стычки с военными. Бандитов всего трое. У них в руках только холодное оружие типа палашей, а у Доббса только незаряженный кольт. В стычке бандиты убивают палашами Доббса и обыскивают его мулов. Из ценного они находят только шкуры диких животных, снаряжение и мулов. Мешки с золотым песком они принимают за обычный песок, который навесили на мулов для баланса (для уравнивания по весу правых и левых боков животных). Эти мешки с золотым песком они рубят палашами и высыпают на землю. Они также снимают ботинки с убитого Доббса, и отправляются в ближайший городок, чтобы продать добычу. В городе мулов опознают, как краденных у американцев по клеймам "А", нанесенным на их бока. Ботинки на одном из мексиканцев также признают краденными у американцев. Поэтому трёх бандитов-мексиканцев арестовывают военные и расстреливают.
Прибывшие в городок Говард и Кёртин вместе с индейцами на конях обнаруживают украденных у них мулов. Когда же они добираются до опустошенных бандитами мешков с золотым песком, то поднимается северный ветер, и весь песок разносится по ветру. Золотой песок не достаётся никому, унесённый северным ветром из разорванных мексиканскими бандитами мешков. Говард и Кёртин смеются: то, что они за несколько месяцев отняли у гор, снова вернулось в горы.
После этого Говард решает остаться в том индейском селении, где он спас мальчика и гостил после, поскольку индейцы решили оставить его в селении в качестве врача-знахаря и одного из вождей. Почитаемый за спасение ребёнка, он обретает в деревне мексиканских индейцев новый дом. Говард отдаёт Кёртину свои деньги с продажи мулов и снаряжения и предлагает тому съездить к вдове убитого Коди в Техас (вдова Коди имеет свой сад и выращивает фрукты, Кёртин тоже хотел купить себе персиковый сад на вырученные деньги с продажи золота). На этом фильм заканчивается.

## В ролях
| Актёр          | Роль                                    |
| -------------- | --------------------------------------- |
| Хамфри Богарт  | Фред Си Доббс                           |
| Уолтер Хьюстон | Говард                                  |
| Тим Холт       | Боб Кёртин                              |
| Брюс Беннетт   | Джеймс Коди                             |
| Бартон Маклейн | Пат Маккормик                           |
| Энн Шеридан    | проститутка                             |
| Джек Холт      | бродяга в ночлежке (в титрах не указан) |

В качестве высокого американца, у которого Доббс выпрашивает монеты, на экране появляется сам режиссёр.
Мальчика, который продаёт Доббсу счастливый лотерейный билет, сыграл Роберт Блейк.

## Создание и прокат
Джон Хьюстон выбрал для экранизации роман «Сокровища Сьерра-Мадре», так как не без оснований надеялся, что роль пожилого золотоискателя принесёт его отцу долгожданный «Оскар». На роль разъедаемого паранойей и скатывающегося в безумие старателя Доббса был утверждён Хамфри Богарт, получивший известность благодаря ролям благородных и рыцарственных персонажей. Для него эта работа означала радикальную смену типажа.
«Сокровища Сьерра-Мадре» — один из первых голливудских фильмов, снятых «на природе» за пределами США — в мексиканском штате Дуранго и в городе Тампико. Чтобы подчеркнуть местный колорит персонажей, Хьюстон оставил диалоги местных жителей на испанском без субтитров.
Фильм вышел в национальный прокат под фанфары критиков ведущих изданий. «Это одна из лучших вещей, изготовленных в Голливуде с тех пор, как он научился говорить, — не стеснялся в эпитетах журнал Time. — Этот фильм не краснея можно поставить среди лучших в истории».
Тем не менее фильм не стал рекордсменом проката: рядовые американцы не горели желанием лицезреть любимого актёра Богарта в роли отталкивающего негодяя.

## Тематика
«Сокровища Сьерра-Мадре» — поучительная история в традиции библейских притч и «Кентерберийских рассказов». Легко считывается незамысловатая мораль: подлинное сокровище — родной дом, богатство развращает и сводит с ума, даже в минуту наивысшей опасности истинный враг человека — это он сам. Поиски золота в мексиканской глуши могут быть истолкованы как метафора безоглядной погони людей XX века за материальным благополучием.
Жорж Садуль считал основной темой кинематографа Джона Хьюстона необходимость борьбы, несмотря на неизбежность поражения. Тщету всех человеческих устремлений, по мысли Садуля, наглядно воплощает ветер, который рассеивает по долине добытое с таким трудом золото.

## Влияние, награды и номинации
Пол Томас Андерсон признавался, что каждую ночь, предшествующую съёмкам своей эпической драмы 2007 года «Нефть», вдохновлялся именно картиной Хьюстона. Аналитики полагали, что буквально весь фильм Андерсона — одна сплошная аллюзия к «Сокровищам Сьерра-Мадре», а персонаж Дэй-Льюиса — копия столь же безумного героя Богарта.

### Награды
- 1949 — три премии «Оскар»:
  - Уолтеру Хьюстону как лучшему актёру второго плана
  - Джону Хьюстону как лучшему режиссёру
  - Джону Хьюстону как лучшему автору адаптированного сценария
- 1949 — три премии «Золотой глобус»:
  - за лучший драматический фильм
  - Джону Хьюстону как лучшему режиссёру
  - Уолтеру Хьюстону как лучшему актёру второго плана
- 1948 — две премии Национального совета кинокритиков США:
  - Уолтеру Хьюстону как лучшему актёру
  - Джону Хьюстону как лучшему автору сценария
- 1948 — приз Венецианского кинофестиваля
  - Максу Стайнеру как автору музыки

### Номинации
- 1949 — номинация на премию «Оскар» за лучший фильм
- 1950 — номинация на премию BAFTA за лучший фильм
- 1948 — участие в конкурсе Венецианского кинофестиваля